# Прапор Республіки Бенін

Прапор «Республіки Бенін». Співвідношення прапорів: 1:2

Державний прапор Республіки Біафра. Співвідношення прапорів: 1:2

Прапор недовговічної Республіки Бенін в Нігерії складається з чорного та зеленого кольорів, при цьому чорний займає дві третини прапора. Він був створений на основі прапору нині неіснуючої Республіки Біафра. Основна відмінність полягала в тому, що прапор Біафри був червоно-чорно-зеленим триколором. Як і прапор Біафри, прапор Республіки Бенін був обтяжений у центрі золотим висхідним сонцем, але під ним не було золотої смуги.